# Júlia Aubà
Júlia Aubà   (Mataró, 7 de setembre de 2003) és una cantant catalana. Va ser finalista en la tercera edició del concurs de talents Objectiu Paki.

## Carrera
A vuit anys, va començar a cantar òpera a casa de l'àvia com a passatemps i de mica en mica es va adonar que es volia dedicar a la música. Va estudiar cant durant 5 anys, i va formar part de combos musicals i corals abans d'iniciar la carrera com a solista. Es mou entre gèneres com el pop, la música clàssica, l'R&B i les balades.
El 2022, havent actuat diverses vegades a la seva ciutat, va ser escollida com a representant de Televisió de Mataró per al concurs de talents Objectiu Paki. En va resultar finalista. Hi va interpretar les cançons «Per què he plorat» de Mar i Cel, «Strong Enough» de Cher, «Holding Out for a Hero» i «Not The Boy Next Door» de Glee, i «Hold Me Closer» de Cornelia Jakobs.
El 2023, va llançar la seva primera cançó pròpia en català, titulada «Més enllà». El 2024, va participar en el concurs de cant Music Meets Tourism, celebrat a Gran Canària, i va quedar en tercera posició, solament per darrere de l'anglès Ryan Petitjean i l'extremenya Lucía Álvarez. A més, aquell any va guanyar el concurs Karaoke Eurovisiu de la cadena radiofònica RAC1. El 2025, es va estrenar en el teatre musical com a protagonista de la versió d'Els miserables de l'Orquestra de Mataró, en el paper d'Éponine.

## Vida personal
Va estudiar a l'Institut Damià Campeny. És asmàtica.

## Discografia

### Senzills
- «Darling» (2021)
- «In The Rain» (2022)
- «You Are The One» (2022)
- «Vola» (2022)
- «Més enllà» (2023)
- «The Code» (2024)
- «We Are (Català)» (2024)
- «Tu esculls» (2025)
- «Wasted Love» (2025)